# Trovovska vas
Trovovska vas (nemško Treffelsdorf) je naselje v Občini Štalenska gora v Okraju Celovec-dežela na Koroškem v Avstriji.